# PlayStation Official Magazine – UK
PlayStation Official Magazine – UK é uma revista de PlayStation lançada em 22 outubro de 1995.